# 小山田徹
小山田 徹（こやまだ とおる、1961年-）は、日本の美術家。京都市立芸術大学教授（2019年度現在）。

## 経歴
鹿児島県生まれ。鹿児島県立甲南高等学校を経て、1985年に京都市立芸術大学日本画科卒業。同大学院美術研究科へ進学し修士課程修了（芸術学修士取得）の後、中退。大学学部在学中の1984年に友人とパフォーマンスグループ「DUMB TYPE」を結成し、1998年まで活動。また、1990年代から共有空間の開発・演出をおこなう。2005年、第2回アサヒビール芸術賞受賞。2010年に京都市立芸術大学美術学部彫刻専攻に准教授として着任し、後に教授。